# Deixado em base
No beisebol, se diz que um corredor foi deixado em base (left on base, abreviado LOB) quando uma metade de entrada acaba e ele não anotou e não foi eliminado. Isto inclui um batedor-corredor que, digamos, tenha rebatido para uma escolha do defensor, causando a eliminação de outro corredor como sendo a 3ª; lembre que quando o batedor acerta uma bola válida, sua aparição na plate acaba e ele se torna um corredor. Os totais de LOBs do time são comumente informados numa ficha técnica. LOBs individuais também podem ser rastreados. Uma estatística relacionada é a "Deixados Em Base em Posição de Anotar Corrida" (Left On Base in Scoring Position), que compreende apenas aqueles LOBs onde o corredor ocupava a segunda ou terceira base. Ainda outra estatística relacionada é a "Deixados Em Base em Posição de Anotar Corrida com Menos de Dois Eliminados" (Left On Base in Scoring Position with Less Than Two Out). A intenção dessas estatísticas é medir a tendência de uma equipe ou jogador para desperdiçar uma oportunidade de marcar.
O LOB é usado na "prova" de uma ficha técnica. O número de aparições na plate de um time deve igualar a soma de corridas daquele time, LOBs daquele time e putouts do time oponente. Em outras palavras, todo batedor que completa uma aparição na plate é contado por uma corrida marcada ou sendo eliminado ou sendo LOB.
"Encalhado" ou "abandonado" (stranded) é usado algumas vezes para querer dizer LOB.